# محمد أحمد الظاهر
محمد أحمد عبد الجواد الظّاهر (31 أغسطس 1951 - 17 يوليو 2020) كاتب وشاعر ومترجم أردني - فلسطيني. ولد في مخيم عقبة جبر في أريحا لعائلة هُجرت من العباسية في قضاء يافا. حصل على دبلوم من كليّة تدريب عمّان، 1974. عمل معلّمًا في مدارس وكالة غوث اللّاجئين الدولية في الأردن. عضو رابطة الكتاب الأردنيين. نشر قصائده وترجماته في الصحف والمجلات والأردنية وكتب السيناريو وكلمات الأغاني للعديد من الأعمال التلفزيونية والإذاعية. كتب لسنتين متتاليتين النشيد الدولي لليونيسف. نشر شعره في الصحف والمجلّات الأردنية والعربية وكتب للتلفزيون والإذاعة. له دواوين شعرية ومجموعات قصصية للأطفال كثيرة. توفي إثر اصابته بنوبة قلبية حادة عن عمر يناهز 68 عامًا.

## سيرته
ولد محمد أحمد عبد الجواد الظاهر في مخيم عقبة جبر في اريحا يوم 31 أغسطس (آب) 1951 / 27 شوال 1370 هـ. حصل على دبلوم لغة إنجليزية من كلية تدريب عمان 1974. عمل معلمًا في مدارس وكالة الغوث الدولية في الأردن. وعمل مديرا للتحرير في جريدة الدستور الأردنية، وعمل مراسلا لمجلة ميدل ايست الإنجليزية. 
كتب أعمال اليونسف الشعرية الغنائية، ونشيد بطاقات اليونسف، ونشيد الأطفال العرب، ومقدمات كثيرة لبرامج الأطفال، كما كتب برامج إذاعية وتلفزيونية، وعدداً كثيرًا من قصائد الأطفال المغناة للإذاعة والتلفزيون، وأعمالاً مسرحية.
راسل عدداً من الصحف والمجلات العربية المهاجرة في قبرص وباريس ولندن ومجلات في العراق والكويت.

## جوائزه
- جائزة الدولة التقديرية في أدب الطفل
- 1989: جائزة الملكة نور لأدب الأطفال في حقل الشعر.
- جائزة أفضل مسرحية للأطفال في مركز هيا الثقافي بالاشتراك مع فؤاد الشوملي
- جائزة أدب الأطفال من جمعية المكتبات الأردنية
- 2014: حصل على جائزة العربية مصطفى عزوز لأب الطفل في دورة 2014 - 2015. [8]
- 2014: درعاً تقديراً من رئيس مجلس أمناء الكلية العصرية الجامعية.[9]

## مؤلفاته
في بحوث على شبكة الإنترنت، قد يكون مرتبكًا مع كاتب آخر باسم «محمد أحمد عبد الجواد»

من دواوينه الشعرية:
- عرض حال للوطن، بالاشتراك، 1978
- لم أكن نائمًا لكنّه الواقع والحلم، 1981
- قمر المذبحة يمامة الوطن، 1988
- أغنيات للعراق، 1991

مجموعاته الشعرية والقصصية للأطفال:
- قصائد لأطفال الآر بي جي، 1982
- لينا النابلسي، 1982
- تغريد البطحة، 1984
- دلائل المغربي، 1985
- الطائرات الورقية، 1986
- أغنيات للوطن، 1987
- أطفال الوطن الجميل، 1988
- أين كنت، 1992
- أغنيات للظاهر
- حكايات ترويها البنات، 2012

من تأليفاته في موضوعات مختلفة:
- رحلة إلى مصر وسيناء، 1991
- موسيقى الحكمة: مذكرات منير بشير، 1996

كما ساهم مع الكاتبة منية سمارة في ترجمة عدد من الأعمال الأدبية منها:
عزيز نيسين، ضد أميركا، فلسطين في ذاكرة العالم، سيناريو المعتقلات الصهيونية، القرارات المصيرية، وول سونيك، أوكتاف يوباث، جورجي بورخيس، رحلة إلى فلسطين، رحلة إلى مصر.

## وفاته
فارق الظاهر الحياة في 17 تموز (يوليو) 2020، إثر اصابته بنوبة قلبية حادة.

## وصلات خارجية
- في موقع أرشيف المجلات